# Budaörs
Budaörs je mesto na Madžarskem, ki upravno spada v podregijo Budaörsi Županije Pešta.
Ima Letališče Budaörs.